# Europapokal (Tischtennis)
Der Europapokal oder auch Europapokal der Landesmeister (offiziell ECCC – European Club Cup of Champions) war ein europäischer Tischtenniswettbewerb für Vereinsmannschaften. Er wurde vom europäischen Tischtennisverband ETTU jährlich für Damen- und Herrenteams durchgeführt.

## Durchführung
Spielberechtigt waren die aktuellen nationalen Mannschaftsmeister der ETTU-Mitgliedsverbände sowie der Europapokalsieger der Vorsaison. In der Saison 1960/61 wurde der Wettbewerb erstmals für Herren und drei Jahre später für Damen ausgetragen. Ab 1994/95 wurde das Endspiel im Modus „best of three“ bestritten: Gewinnt eine Mannschaft das Hinspiel und verliert das Rückspiel, dann wird ein Entscheidungsspiel angesetzt.
2001 wurde der Europapokal von der Nachfolgeveranstaltung Champions League abgelöst.

## Trends
In den Anfangsjahren dominierten meist osteuropäische Teams den Wettbewerb, bei den Herren bis Ende der 1970er Jahre, bei den Damen – hier insbesondere der ungarische Verein Statisztika Budapest – bis Ende der 1980er Jahre. Dies führten Kenner auf die gezielte Förderung des Tischtennissports im Osten zurück, den Spielern standen optimale Trainingsmöglichkeiten und gute Trainer zur Verfügung. Später gewannen zunehmend westeuropäische Mannschaften, sehr oft deutsche, den Cup. Als Grund wird die zunehmende Professionalisierung genannt: Sponsoren wurden gewonnen, ausländische Spitzenspieler verpflichtet.
1986 beschloss der ETTU-Kongress, dass in einer Mannschaft höchstens ein Ausländer eingesetzt werden darf.

## Siegerliste Herren
| Saison  | Goldmedaille                                                                              | Silbermedaille                                                                       | weitere Teilnehmer                                                                                       |
| ------- | ----------------------------------------------------------------------------------------- | ------------------------------------------------------------------------------------ | --- |
| 1960/61 | CSM Cluj Dorin Giurgiucă, Gheorghe Cobirzan, Radu Negulescu, Adalbert Rethi               | SC Lokomotive Leipzig Siegfried Lemke, Wolfgang Viebig, Heinz John, Dieter Lauk      | TTC Mörfelden Achtelfinale                                                                               |
| 1961/62 | GSTK Zagreb Zdenko Uzorinac, Josip Vogrinc, Željko Hrbud                                  | Vörös Meteor Budapest Laszlo Földy, Ferenc Sidó, Tibor Hámori                        | Borussia Düsseldorf Viertelfinale SC Lokomotive Leipzig Halbfinale                                       |
| 1962/63 | Vasutepitö Törekves Zoltán Berczik, Tamas Hollo, Péter Rózsás                             | CSM Cluj Radu Negulescu, Dorin Giurgiucă, Gheorghe Cobirzan                          | TuSA 08 Düsseldorf Viertelfinale SC Lokomotive Leipzig Halbfinale                                        |
| 1963/64 | CSM Cluj Dorin Giurgiucă, Gheorghe Cobirzan, Radu Negulescu, Adalbert Rethi               | Vasutepitö Törekves Zoltán Berczik, Péter Rózsás, Tamas Hollo                        | SV Polizei Stuttgart, SC Lokomotive Leipzig beide Viertelfinale                                          |
| 1964/65 | CSM Cluj Radu Negulescu, Gheorghe Cobirzan, Dorin Giurgiucă, Adalbert Rethi, Marius Bodea | SC Leipzig Siegfried Lemke, Wolfgang Viebig, Bernd Pornack, Dieter Lauk              | TuSA 08 Düsseldorf Viertelfinale                                                                         |
| 1965/66 | CSM Cluj Radu Negulescu, Dorin Giurgiucă, Adalbert Rethi                                  | Lokomotiva Brno Rotislav Stepanek, Jan Chmelik, Zdenek Svab                          | TuSA 08 Düsseldorf Viertelfinale BSG Lok Leipzig-Mitte Halbfinale                                        |
| 1966/67 | CSM Cluj Radu Negulescu, Dorin Giurgiucă, Gheorghe Cobirzan                               | BVSC Vasutas Budapest Péter Rózsás, Zoltán Berczik, Ferenc Kovacs, Juhos             | TuSA 08 Düsseldorf Viertelfinale BSG Lok Leipzig-Mitte Achtelfinale                                      |
| 1967/68 | Slavia VS Praha Štefan Kollárovits, Jaroslav Staněk, Emanuel Kudrnac                      | Solvesborgs BTK Carl-Johann Bernhardt, Bo Persson, Kjell Johansson                   | Post SV Augsburg Achtelfinale BSG Lok Leipzig-Mitte Viertelfinale                                        |
| 1968/69 | Slavia VS Praha                                                                           | Mariestad BoIS Hans Alsér, Bjorn Neidert, Rolf Andersson                             | SV Moltkeplatz Essen Halbfinale Wilfried Lieck, Klaus Solka, Walter Dahlmann SC Motor Jena Viertelfinale |
| 1969/70 | Spartacus Budapest Ferenc Timar, István Jónyer, László Pigniczki                          | Mariestad BoIS                                                                       | VfL Osnabrück Halbfinale                                                                                 |
| 1970/71 | Spartacus Budapest Ferenc Timar, István Jónyer, László Pigniczki                          | Mariestad BoIS Bjorn Neidert, Andersson, Svensson                                    | PSV Borussia Düsseldorf Halbfinale                                                                       |
| 1971/72 | Ormesby TTC Denis Neale, Trevor Taylor, Nicky Jarvis                                      | Falkenbergs BTK Stellan Bengtsson, Tommy Andersson, Lars Nilsson                     | PSV Borussia Düsseldorf Viertelfinale                                                                    |
| 1972/73 | GSTK Vjesnik Zagreb Dragutin Šurbek, Antun Stipančić, Zlatko Čordaš                       | Spartacus Budapest István Jónyer, Ferenc Timar, László Pigniczki                     | Meidericher TTC Viertelfinale                                                                            |
| 1973/74 | GSTK Vjesnik Zagreb Dragutin Šurbek, Antun Stipančić, Zlatko Čordaš                       | Boo Kfum Ulf Thorsell, Anders Johansson, Tomas Berg                                  | TTG Altena-Nachrodt Viertelfinale                                                                        |
| 1974/75 | Sparta Prag Milan Orlowski, Jaroslav Kunz, Pavel Ovcarik                                  | GSTK Vjesnik Zagreb Dragutin Šurbek, Antun Stipančić, Ivica Stipančić                | PSV Borussia Düsseldorf Viertelfinale                                                                    |
| 1975/76 | GSTK Vjesnik Zagreb Damir Jurčić, Dragutin Šurbek, Antun Stipančić                        | Sparta Prag Jaroslav Kunz, Pavel Ovcarik, Ivan Kavka                                 | PSV Borussia Düsseldorf Viertelfinale                                                                    |
| 1976/77 | Sparta Prag Milan Orlowski, Jaroslav Kunz, Pavel Ovcarik                                  | Falkenbergs BTK Ulf Carlsson, Stellan Bengtsson, Tommy Andersson                     | SSV Reutlingen 05 Viertelfinale                                                                          |
| 1977/78 | Sparta Prag Milan Orlowski, Jaroslav Kunz, Pavel Ovcarik                                  | Spartacus Budapest Tibor Klampár, István Jónyer, Ferenc Timar                        | SSV Reutlingen 05 Halbfinale                                                                             |
| 1978/79 | Spartacus Budapest Tibor Klampár, István Jónyer, Zsolt Kriston                            | PSV Borussia Düsseldorf Desmond Douglas, Ralf Wosik, Hans-Joachim Nolten             | |
| 1979/80 | BVSC Vasutas Budapest János Takács, Gábor Gergely, Jozsef Nozicska                        | Spartacus Budapest Tibor Klampár, István Jónyer, Zsolt Kriston                       | PSV Borussia Düsseldorf Halbfinale                                                                       |
| 1980/81 | Spartacus Budapest Tibor Klampár, István Jónyer, János Molnár                             | AZS Gdańsk Andrzej Grubba, Leszek Kucharski, Andrzej Jakubowicz                      | SSV Reutlingen 05 Halbfinale                                                                             |
| 1981/82 | Heinzelmann Reutlingen Mikael Appelgren, Peter Stellwag, Ulf Thorsell                     | BVSC Vasutas Budapest Gábor Gergely, Jozsef Nozicska, Bela Frank                     | |
| 1982/83 | Heinzelmann Reutlingen Mikael Appelgren, Peter Stellwag, Reinhard Sefried                 | Borussia Düsseldorf Desmond Douglas, Ralf Wosik, Hanno Deutz, Claus-Jürgen Erdmann   | |
| 1983/84 | Simex Jülich Ulf Carlsson, Engelbert Hüging, Michael Plum                                 | Vitkovice Ostrava Jiri Javurek, Vladislav Broda, Miroslav Broda                      | SSV Reutlingen 05 Viertelfinale                                                                          |
| 1984/85 | AZS Gdańsk Andrzej Grubba, Leszek Kucharski, Andrzej Jakubowicz                           | BVSC Vasutas Budapest János Takács, Gábor Gergely, Jozsef Nozicska                   | Borussia Düsseldorf Halbfinale Simex Jülich Viertelfinale                                                |
| 1985/86 | ATSV Saarbrücken Jan-Ove Waldner, Georg Böhm, Peter Engel                                 | Vitkovice Ostrava Jiri Javurek, Vladislav Broda, Miroslav Broda                      | |
| 1986/87 | TTC Zugbrücke Grenzau Andrzej Grubba, Georg Böhm, Josef Böhm                              | ATSV Saarbrücken Jan-Ove Waldner, Jürgen Rebel, Peter Engel                          | FTG Frankfurt Viertelfinale                                                                              |
| 1987/88 | TTC Zugbrücke Grenzau Shi Zhihao, Georg Böhm, Engelbert Hüging                            | Spartacus Budapest Zoltan Kaposztas, Ferenc Simon, Zsolt Kriston                     | BG Steiner-Optik Bayreuth Viertelfinale                                                                  |
| 1988/89 | Borussia Düsseldorf Jörg Roßkopf, Ralf Wosik, Steffen Fetzner                             | Falkenbergs BTK Erik Lindh, Peter Karlsson, Alan Cooke                               | TTC Grenzau Viertelfinale                                                                                |
| 1989/90 | UTT Levallois Lo Chuen Tsung, Jacques Secrétin, Jean-Philippe Gatien                      | ATSV Saarbrücken Xie Saike, Andras Podpinka, Peter Engel                             | Borussia Düsseldorf Halbfinale                                                                           |
| 1990/91 | Borussia Düsseldorf Jörg Roßkopf, Steffen Fetzner, Thierry Cabrera                        | UTT Levallois Lo Chuen Tsung, Didier Mommessin, Jean-Philippe Gatien                 | Elektronik Gornsdorf Sechzehntelfinale                                                                   |
| 1991/92 | Borussia Düsseldorf Jörg Roßkopf, Steffen Fetzner, Thierry Cabrera                        | ATSV Saarbrücken Jörgen Persson, Carl Prean, Jürgen Hegenbarth                       | |
| 1992/93 | Borussia Düsseldorf Jörg Roßkopf, Steffen Fetzner, Josef Plachy, Torben Wosik             | Sporting Villette Charleroi Jean-Michel Saive, Zoran Primorac, Andras Podpinka       | ATSV Saarbrücken Achtelfinale                                                                            |
| 1993/94 | Sporting Villette Charleroi Jean-Michel Saive, Zoran Primorac, Thierry Cabrera            | Borussia Düsseldorf Jörg Roßkopf, Steffen Fetzner, Petr Korbel                       | |
| 1994/95 | UTT Levallois Patrick Chila, Jean-Philippe Gatien, Christophe Legoût                      | Sporting Villette Charleroi Jean-Michel Saive, Zoran Primorac, Thierry Cabrera       | TTC Zugbrücke Grenzau Halbfinale Georg Böhm, Andrzej Grubba, Oliver Alke                                 |
| 1995/96 | Sporting Villette Charleroi Jean-Michel Saive, Zoran Primorac, Thierry Cabrera            | UTT Levallois Patrick Chila, Jean-Philippe Gatien, Christophe Legoût, Peter Karlsson | |
| 1996/97 | Borussia Düsseldorf Jörg Roßkopf, Wladimir Samsonow, Philippe Saive                       | Libertas Alfaterna Kong Linghui, Massimiliano Mondello, Yang Min, Feng Zhe           | |
| 1997/98 | Borussia Düsseldorf Jörg Roßkopf, Wladimir Samsonow, Philippe Saive, Martin Monrad        | Libertas Alfaterna Kong Linghui, Yan Xiao Peng, Valentino Piacentini                 | |
| 1998/99 | TTV Hornstein Werner Schlager, Chen Weixing, Kalinikos Kreanga                            | TTC Unirea Uzdin                                                                     | |
| 1999/00 | TTC Zugbrücke Grenzau Chen Zhibin, Petr Korbel, Lucjan Błaszczyk, Steffen Fetzner         | TTVA Valcovny Frydek-Mistek František Krčil, Cheng Bo, Josef Plachý, Martin Olejnik  | |
| 2000/01 | STK Večernji List Zagreb Liu Song, Allan Bentsen, Roko Tošić                              | Morlini Ostroda Xu Kai, Piotr Skierski, Dariusz Kich                                 | |

## Siegerliste Damen
| Saison    | Goldmedaille                                                                                               | Silbermedaille                                                                                  | weitere Teilnehmer |
| --------- | --- | ----------------------------------------------------------------------------------------------- | --- |
| 1963/64   | Voința Arad Maria Alexandru, Ella Constantinescu, Eleonora Vlaicov                                         | Vörös Meteor Budapest Theresia Földy, Ágnes Hegedűs, Ilona Kerekes, Gabriella Vörös             | Kieler TTK Grün-Weiß SC Einheit Dresden beide Halbfinale |
| 1964/65   | Voința Arad Maria Alexandru, Ella Constantinescu, Eleonora Vlaicov, Catrinol Folea                         | DTC Kaiserberg Agnes Simon, Rosemarie Seidel, Hilde Gröber                                      | TSC Berlin Viertelfinale |
| 1965/66   | DTC Kaiserberg Agnes Simon, Rosemarie Seidel, Hilde Gröber                                                 | Vörös Meteor Budapest Éva Kóczián-Földy, Gabriella Vörös, Ilona Pusztai-Birone, Rosalinde Illes | TSC Berlin Viertelfinale |
| 1966/67   | Progresul Bukarest Carmen Crişan, Maria Alexandru, Victoria Babiciuc, Doina Zaharia                        | Sparta Prag Marta Luzova, Jitka Karlíková, Maria Krupova                                        | DTC Kaiserberg TSC Berlin Doris Hovestädt, Gabriele Geißler, Anneliese Benninghaus beide Halbfinale Kieler TTK Grün-Weiß Achtelfinale, ausgeschieden gegen TSC Berlin |
| 1967/68   | BSG Außenhandel Berlin Doris Hovestädt, Gabriele Geißler, Marina Nylhof, Anneliese Benninghaus, Monika May | Sparta Prag Jitka Karlíková, Marta Lužová, Marta Palkova                                        | DTC Kaiserberg Agnes Simon, Hilde Gröber, Christel Lang Halbfinale |
| 1968/69   | BSG Außenhandel Berlin Doris Hovestädt, Gabriele Geißler, Anneliese Benninghaus                            | Ferencvarosi Torna Erzsébet Jurik, Éva Poór, Zsuzsa Petrányi                                    | DTC Kaiserberg Agnes Simon, Rosemarie Seidel, Hilde Gröber Voinţa Arad Eleonora Mihalca, Magdalena Lesai, Judit Crejec Halbfinale                                     |
| 1969/70   | Statisztika Budapest Beatrix Kisházi, Judit Magos, P. Rozsas, Angela Papp                                  | Start Prag Ilona Voštová, Jana Kettnerová, Jana Uldrichova                                      | DTC Kaiserberg Halbfinale BSG Außenhandel Berlin Doris Hovestädt, Monika May, Anneliese Cumbrowski-Benninghaus Viertelfinale                                          |
| 1970/71   | Statisztika Budapest Henriette Lotaller, Beatrix Kisházi, Judit Magos                                      | Start Prag Jana Uldrichova, Ilona Voštová, Hucsikova, Jana Kettnerová                           | Kieler TTK Grün-Weiß Achtelfinale BSG Außenhandel Berlin Gabriele Geißler, Doris Hovestädt, Monika May Halbfinale                                                     |
| 1971/72   | Statisztika Budapest Henriette Lotaller, Beatrix Kisházi, Judit Magos, Angela Papp                         | Start Prag Jana Uldrichova, Ilona Voštová, Blanka Šilhánová, Jana Pauknerová, Horacková         | DTC Kaiserberg Halbfinale |
| 1972/73   | Statisztika Budapest Henriette Lotaller, Beatrix Kisházi, Angela Papp                                      | Start Prag Jana Uldrichova, Blanka Šilhánová, Jana Pauknerová                                   | DTC Kaiserberg Viertelfinale |
| 1973/74   | Statisztika Budapest Henriette Lotaller, Beatrix Kisházi, Judit Magos                                      | Gainsford TTC Jill Hammersley, Karenza Mathews, Judy Williams                                   | Kieler TTK Grün-Weiß Halbfinale |
| 1974/75   | Sparta Prag Hana Riedlova, Jitka Karlíková, Ludmila Smidova                                                | Varbergs BTK Ann-Christin Hellman, Birgitta Olsson, Eva Stroemvall                              | DTC Kaiserberg Viertelfinale |
| 1975/76   | Statisztika Budapest Henriette Lotaller, Beatrix Kisházi, Gabriella Szabó                                  | Sparta Prag Ludmila Smidová, Stanislava Minariková, Hermanová                                   | TSG Nord-Harrislee Achtelfinale |
| 1976/77   | Statisztika Budapest Judit Magos, Beatrix Kisházi, Gyorgyi Kuchar                                          | Varbergs BTK Ann-Christin Hellman, Birgitta Olsson, Eva Stroemvall                              | DTC Kaiserberg Halbfinale |
| 1977/78   | Statisztika Budapest Judit Magos, Zsuzsa Oláh, Gabriella Szabó                                             | Spartak Vlasim Miluše Kocová, Miloslava Žižková, Dana Dubinová                                  | DTC Kaiserberg Achtelfinale |
| 1978/79   | Statisztika Budapest Judit Magos, Zsuzsa Oláh, Gabriella Szabó                                             | CS Arad Éva Ferenczi, Liana Mihuț, Magdalena Lészay                                             | DTC Kaiserberg Viertelfinale |
| 1979/80   | Statisztika Budapest Judit Magos, Zsuzsa Oláh, Gabriella Szabó                                             | Tolnai Vörös Lobogó Maria Bizo, Ilona Balogh, Ildiko Bolvari                                    | DTC Kaiserberg Viertelfinale |
| 1980/81   | Statisztika Budapest Judit Magos, Zsuzsa Oláh, Beatrix Kisházi                                             | Varbergs BTK Marie Lindblad, Eva Strömvall, Ann-Christin Hellman                                | TSV Kronshagen Viertelfinale |
| 1981/82   | Statisztika Budapest Zsuzsa Oláh, Zsuzsa Oláh, Beatrix Kisházi                                             | Tolnai Vörös Lobogó Ildiko Bolvari, Katalin Bolvari, Ilona Balogh                               | DTC Kaiserberg Viertelfinale |
| 1982/83   | Statisztika Budapest Zsuzsa Oláh, Beatrix Kisházi, Gabriella Szabó                                         | Mladost Zagreb Branka Batinic, Jasna Fazlic, Dubravka Fabri                                     | DTC Kaiserberg Halbfinale |
| 1983/84   | Statisztika Budapest Gabriella Szabó, Zsuzsa Oláh, Györgyi Fazekas                                         | Tolnai Vörös Lobogó Csilla Bátorfi, Katalin Bolvari, Ilona Balogh, Ildiko Bolvari               | DTC Kaiserberg Viertelfinale |
| 1984/85   | Statisztika Budapest Zsuzsa Oláh, Györgyi Fazekas, Gabriella Szabó                                         | Tolnai Vörös Lobogó Ildiko Bolvari, Katalin Bolvari, Ilona Balogh                               | Kieler TTK Grün-Weiß Achtelfinale |
| 1985/86   | Statisztika Budapest Zsuzsa Oláh, Györgyi Fazekas, Krisztina Nagy                                          | Tolnai Vörös Lobogó Ildiko Bolvari, Katalin Bolvari, Ilona Balogh                               | ATSV Saarbrücken Halbfinale |
| 1986/87   | Avanti Hazerswoude Bettine Vriesekoop, Mirjam Kloppenburg, Ellen Bakker                                    | Spartak Vlasim Miluše Kocová, Ivana Masaříková, Daniela Davídková                               | FTG Frankfurt Viertelfinale |
| 1987/88   | Spartak Vlasim Miluše Kocová, Ivana Masaříková, Daniela Davídková                                          | Avanti Hazerswoude Bettine Vriesekoop, Mirjam Kloppenburg, Ellen Bakker                         | FTG Frankfurt Achtelfinale |
| 1988/89   | Statisztika Budapest Gabriella Wirth, Krisztina Nagy, Györgyi Fazekas                                      | Spartak Vlasim Miluše Kocová, Ivana Masaříková, Daniela Davídková                               | DTC Kaiserberg Achtelfinale |
| 1989/90   | Statisztika Budapest Gabriella Wirth, Zsuzsa Oláh, Krisztina Nagy                                          | Trade Unions Moscow Jelena Timina, Irina Palina, Raissa Timofejewa                              | Spvg Steinhagen Halbfinale |
| 1990/91   | Statisztika Budapest Gabriella Wirth, Veronika Wirth, Krisztina Nagy                                       | BSE Budapest Éva Braun, Szilvia Káhn, Csilla Bátorfi                                            | Spvg Steinhagen Halbfinale SC Lokomotive Leipzig Achtelfinale |
| 1991/92   | Spvg Steinhagen Geng Lijuan, Nicole Struse, Cornelia Faltermaier, Katja Nolten                             | Statisztika Budapest Veronika Wirth, Krisztina Nagy, Krisztina Tóth                             | |
| 1992/93   | Spvg Steinhagen Geng Lijuan, Nicole Struse, Jie Schöpp, Cornelia Faltermaier, Kinga Lohr                   | Statisztika Budapest Krisztina Tóth, Irina Palina, Vivien Ellö                                  | TSG Dülmen Halbfinale |
| 1993/94   | Statisztika Budapest Krisztina Tóth, Irina Palina, Vivien Ellö                                             | Spvg Steinhagen Geng Lijuan, Nicole Struse, Jie Schöpp                                          | |
| 1994/95   | Statisztika Budapest Krisztina Tóth, Irina Palina, Vivien Ellö                                             | TSG Dülmen Ding Yaping, Nicole Struse, Olga Nemes                                               | |
| 1995/96   | Statisztika Budapest Chen Jing, Krisztina Tóth, Vivien Ellö                                                | TSG Dülmen Ding Yaping, Nicole Struse, Ilka Böhning                                             | |
| 1996/97   | FC Langweid Csilla Batorfi, Lisa Lomas, Christina Fischer                                                  | Statisztika Budapest Krisztina Tóth, Vivien Ellö, Irina Palina, Wang Chen                       | |
| 1997/98   | Team Galaxis Lübeck Jing Tian-Zörner, Ni Xialian, Olga Nemes, Mihaela Steff, Christina Fischer             | Statisztika Budapest Chen Jing, Tamara Boroš, Krisztina Tóth, Mária Fazekas                     | |
| 1998/99   | Statisztika Budapest Chen Jing, Tamara Boroš, Krisztina Tóth                                               | KTS Tarnobrzeg Elena Kovtun, Wanda Litynska-Sidorenko, Du Jing                                  | |
| 1999/2000 | Statisztika Budapest Chen Jing, Tamara Boroš, Krisztina Tóth                                               | FC Langweid Wang Chen, Csilla Batorfi, Yunli Schreiner, Marie Svensson                          | |
| 2000/01   | Statisztika Budapest Vivien Ellö, Tamara Boroš, Mária Fazekas                                              | FC Langweid Csilla Bátorfi, Marie Svensson, Yunli Schreiner, Yuka Nishii                        | |
| 2001/02   | Henk ten Hoor DTK Ni Xialian, Jing Jun Hong, Bettine Vriesekoop                                            | FC Langweid Csilla Bátorfi, Shen Yanfei, Yunli Schreiner                                        | |
| 2002/03   | FSV Kroppach Nicole Struse, Jie Schöpp, Wu Jiaduo                                                          | Sterilgarda TT Castel Goffredo Wenling Tan Monfardini, Nikoleta Stefanova, Laura Negrisoli      | |
| 2003/04   | Müllermilch Langweid Mihaela Steff, Csilla Bátorfi, Yunli Schreiner, Xu Lin                                | ASKÖ Erdgas Linz Froschberg Liu Jia, Li Bing, Iveta Vacenovská                                  | |
| 2004/05   | Müllermilch Langweid Csilla Bátorfi, Yunli Schreiner, Xu Lin                                               | Statisztika Budapest Tamara Boroš, Li Jia Wei, Georgina Póta                                    | |